# Giulio Basletta
Giulio Basletta (Vigevano, 1890. május 5. – Vigevano, 1975. február 5.) olimpiai bajnok olasz párbajtőrvívó, sportvezető, 1940–1943 között az Olasz Vívószövetség elnöke.